# Felicie Hüni-Mihacsek
Felicie Hüni-Mihacsek (Pécs, 3 avril 1891 - Munich, 20 mars 1976) est une soprano hongroise, particulièrement associée à Mozart. 

## Biographie
Elle étudie à l'Académie de Musique de Vienne avec Rosa Papier-Paumgarter. Elle commence sa carrière en 1916 à Hambourg.
Elle fait ses débuts à l'Opéra d'État de Vienne en 1919, où elle participe à la création de Die Frau ohne Schatten de Richard Strauss. Elle demeure à Vienne jusqu'en 1925, année où elle se joint à la troupe de l'Opéra d'État de Bavière à Munich, dont elle devient l'une de ses sopranos vedettes. Elle y crée Das Herz de Hans Pfitzner.
À partir de 1922, elle parait régulièrement au Festival de Salzbourg, où elle s'impose comme une des grandes mozartiennes de son époque, notamment en Konstanze, Comtesse Almaviva, Donna Anna, Fiordiligi, Reine de la Nuit. Elle est également invitée à Zurich, Berlin, Francfort, Prague, Budapest, où elle se consacre surtout au concert.
Elle participe à la création de Cardillac de Paul Hindemith en 1926. Également à son répertoire, Elisabeth, Eva, et Die Marshallin qui fut le rôle de ses adieux à la scène en 1953 à Munich.
Admirée pour la beauté de sa voix et son impeccable technique, ainsi que son élégance scènique. 
Elle fut mariée à l'industriel suisse Alfred Hüni.

## Sources
- Roland Mancini & Jean-Jacques Rouveroux, Le guide de l'opéra, Fayard, 1986.  (ISBN 2-213-59567-4)